# Vinzieux
Vinzieux – miejscowość i gmina we Francji, w regionie Owernia-Rodan-Alpy, w departamencie Ardèche.
Według danych na rok 1990 gminę zamieszkiwały 233 osoby, a gęstość zaludnienia wynosiła 34 osoby/km² (wśród 2880 gmin regionu Rodan-Alpy Vinzieux plasuje się na 1395. miejscu pod względem liczby ludności, natomiast pod względem powierzchni na miejscu 1369.).

## Populacja

Populacja Vinzieux w latach 1962–2008